# Bartomeu Alcalís
Bartomeu Alcalís va néixer a finals del segle XV o principis del segle xvi.

## Biografia
Bartomeu Alcalís durant el rectorat de Cristòfor Castellví va exercir com a professor en arts i medicina, concretament entre 1534-1537 i 1539-1542. Amb posterioritat la seva tasca com a docent es va veure interrompuda, ja que l'1 d'agost de 1543 va ser nomenat rector de l'Estudi General de Barcelona, càrrec que va exercir fins al 31 de juliol de 1544 i entre l'1 d'agost de 1549 i el 31 de juliol de 1550.
Altrament va exercir de tresorer en les etapes 1537-1538, 1540-1541 i 1545-1546.
Esmentar que després d'haver estat rector i tresorer va retornar a la docència i fou professor d'arts i medicina durant els anys 1553 i 1555.
Va morir a la segona meitat del segle xvi.